# Tender Son – Das Frankenstein Projekt
Tender Son – Das Frankenstein Projekt (ungarischer Originaltitel: Szelíd teremtés – A Frankenstein-terv) ist ein ungarisches Filmdrama des Regisseurs Kornél Mundruczó aus dem Jahr 2010.  Das Drehbuch ist inspiriert von Mary Shelleys Roman Frankenstein. Kornél Mundruczó tritt auch als Darsteller in seinem Film auf – er spielt die Rolle des Regisseurs Viktór.
Der Film wurde bei den Internationalen Filmfestspielen von Cannes im Jahr 2010 aufgeführt und für die Goldene Palme nominiert.

## Handlung
Regisseur Viktór hat zahlreiche Schauspieler zu einem Casting in eine leere Mietwohnung eingeladen. Er sucht einen Hauptdarsteller, dem er durch die Kamera Leben einhauchen kann (Filmzitat).
In seiner ersten Einblendung steigt Rudi vor einem Friedhof aus einer Straßenbahn. Er läuft steifbeinig, kauft einen Blumenstrauß und fährt weiter zu seiner Mutter, trifft sie jedoch nicht an. Sie ist die Vermieterin der Wohnung, in der Viktór Probeaufnahmen macht. Durch Zufall nimmt Rudi am Casting teil. Er soll eine Kussszene mit der Statistin Tünde drehen, verweigert sich ihr jedoch mehrfach. Als Tünde ihn provoziert, tötet Rudi sie. Er flieht vom Tatort. Es stellt sich heraus, dass Tünde seine Stiefschwester war. Schließlich begegnen sich Mutter und Sohn. Sie haben sich lange Zeit nicht gesehen. Die Mutter weiß jedoch, dass er den Mord begangen hat und versteckt ihn.
Rudi trifft auf Magda, die in der Wohnung der Mutter lebt. Sie ist die Stiefschwester seiner Stiefschwester Tünde. Magda und Rudi freunden sich an. Sie versteckt ihn im Dachgeschoss des Hauses, wobei sie ihn einschließt. Viktór findet heraus, dass Rudi sein Sohn ist – auch Magda erfährt es. Sie weiß, dass Rudi ein Mörder ist.
Die Situation eskaliert, als Rudi von seiner Mutter fordert, ihm Magda zur Frau zu geben. Die Mutter entspricht seinem Wunsch. Im weiteren Verlauf tötet Rudi den Mann seiner Mutter im Beisein von Magda. Anschließend tötet Rudi seine Mutter, als sie ihn zur Rede stellen will. Viktór begibt sich auf die Suche nach seinem Sohn. Gemeinsam fahren sie in die Berge und erleiden einen Autounfall, wobei Rudi schwer verletzt wird. In der Schlussszene stapft Viktór durch eine Schneelandschaft. Das Schicksal von Magda bleibt unklar.

## Familienverhältnisse
Die familiären und verwandtschaftlichen Beziehungen der Protagonisten klären sich erst im Laufe des Filmes. Rudi ist der Sohn von Viktór und der Vermieterin. Deren Mann hat eine Tochter aus einer anderen Ehe. Das ist Tünde, die von Rudi erwürgt wird. Der Mann hat ebenfalls eine Stieftochter – also die Tochter einer Frau, mit der er zuvor liiert war – das ist Magda. Magda ist die Stiefschwester von Tünde, die ihrerseits die Stiefschwester von Rudi ist.

## Kritik
Das Internetportal kulturwoche.at kommentiert: „Der Prozess der Monsterschaffung findet in Tender Son – Das Frankenstein Projekt nicht in irgendeinem Labor eines von sich überzeugten Wissenschaftlers statt, sondern passiert bei einem Casting“.
Der Fernsehsender Das Erste resümiert: „Das Frankenstein Projekt ist ein vollkommen unsentimentales Sozialdrama“. Das ZDF kommentiert, „Rudis zunehmend verzweifelte Versuche, von seinen Eltern angenommen zu werden, führen geradewegs in die Katastrophe.“
Das Portal cinema sah „ein launiges Monster“. Der Film biete „Top Optik“, sei aber „zäh und prätentiös“.

## Auszeichnungen
Regisseur Kornél Mundruczó und Kameramann Mátyás Erdély wurden für diese Produktion beim Europäischen Filmfestival von Sevilla im Jahr 2010 ausgezeichnet.